# 王显刚
王显刚（1963年3月—），男，重庆江津人，中华人民共和国政治人物，农业经济师，中共十七大、十八大代表。

## 生平
1979年到1981年在江津地区农业学校农业经济专业学习。1981年8月参加工作。1985年9月加入中国共产党。1989年5月，任江津县农牧渔业局副局长；1992年8月，任江津市农牧渔业局副局长。1994年9月，任江津市德感镇党委书记。1995年10月，任江津市副市长。2000年3月，任云阳县委副书记、代县长；2000年4月，任云阳县县长；2002年1月，任中共云阳县委书记（2002年3月至2005年1月在中央党校在职研究生班经济学专业学习；2004年9月至2005年1月在中央党校县委书记进修班学习）。
2006年5月，任中共重庆市委移民工委副书记，市移民局局长。2013年11月，任中共重庆市委组织部副部长。2015年4月，任中共重庆市委常委、万州区委书记。2017年6月，任中共重庆市委常委、市委秘书长。2018年1月21日，云南省十二届人大常委会第三十九次会议决定任命其为云南省人民政府副省长，但未能担任省委常委。
2023年1月14日，卸任云南省人民政府副省长职务，随后继续担任云南省人民政府党组副书记。